# Mikwe (Besalú)

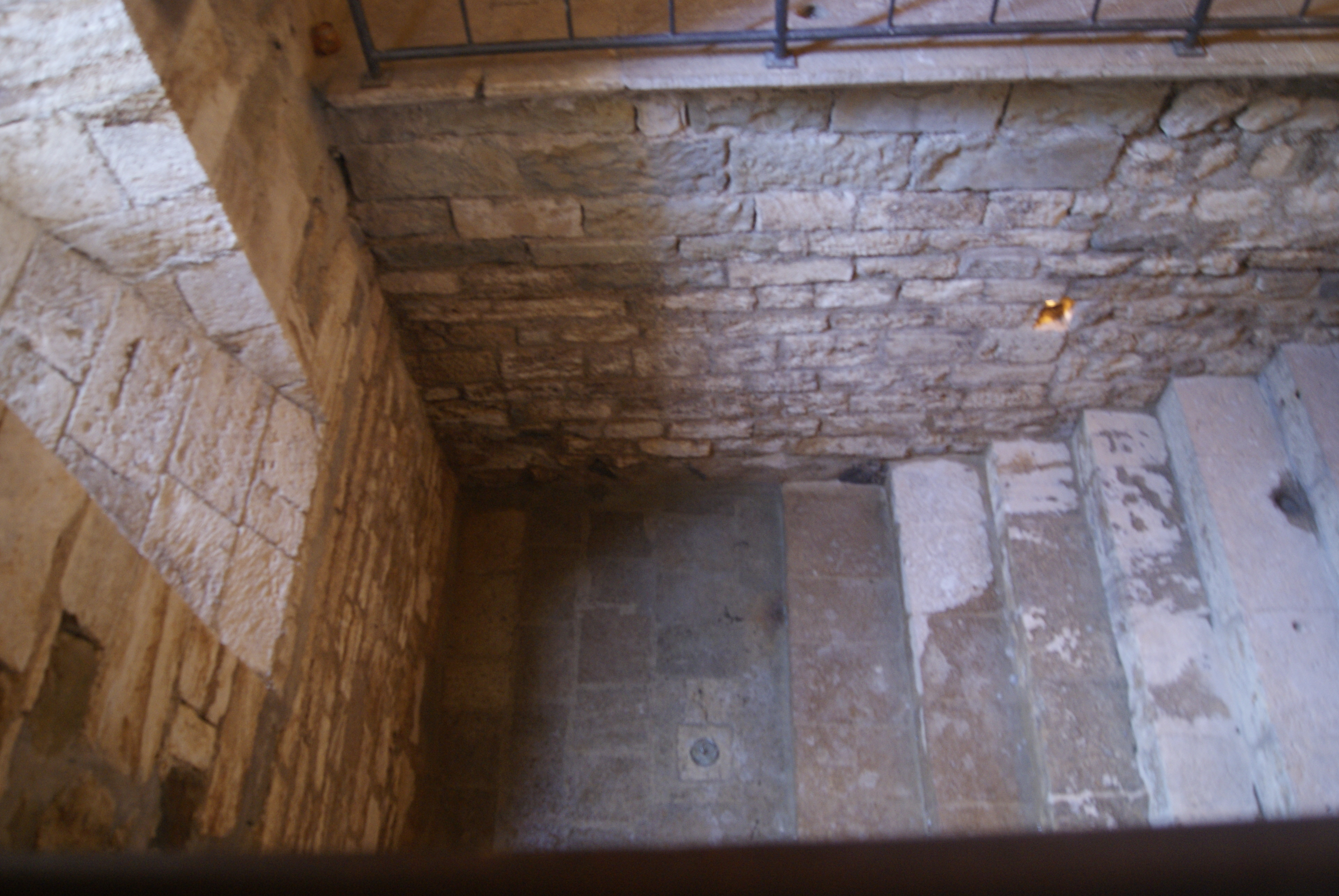
Mikwe in Besalú

Die Mikwe in Besalú, einer spanischen Stadt in der Provinz Girona (Katalonien), wurde im 12. Jahrhundert errichtet. Die Mikwe an der Carrer del Prat ist als Kulturdenkmal geschützt.

## Geschichte
Die Mikwe in Besalú ist das einzige jüdische Ritualbad auf der iberischen Halbinsel. Sie wurde 1964 unter Schuttmassen im Keller entdeckt. Man gelangt über eine steinerne Treppe, bestehend aus drei Abschnitten, über drei Mal zwölf Stufen zum Wasserbecken, das vom Fluss Fluvià und einer Thermalquelle gespeist wurde. Ein romanisches Gewölbe überspannt den quadratischen Bau, der sich im Keller der mittelalterlichen Synagoge befand.